# Bomy
Bomy település Franciaországban, Pas-de-Calais megyében. Lakosainak száma 628 fő (2022. január 1.). Bomy Delettes, Beaumetz-lès-Aire, Laires, Reclinghem, Vincly, Coyecques, Erny-Saint-Julien és Fléchin községekkel határos.

## Népesség
A település népességének változása:
| Lakosok száma | 611  | 615  | 630  | 631  | 638  | 645  | 653  | 640  | 628  |
|               | 2013 | 2015 | 2016 | 2017 | 2018 | 2019 | 2020 | 2021 | 2022 |